# Water-polo aux Jeux d'Amérique centrale et des Caraïbes de 2010
Les tournois féminins et masculins de water-polo aux Jeux d'Amérique centrale et des Caraïbes de 2010 ont lieu du 26 au 31 juillet 2010 à Mayagüez, sur l'île de Porto Rico. Les équipes féminine de Porto Rico et masculine de Colombie remportent les finales du samedi 31 juillet.
Sept équipes participent au tournoi masculin, tandis que trois équipes participent au tournoi féminin. Les matches ont lieu au RUM Natatorium, un complexe aquatique situé au Recinto Universitario de Mayagüez, un des campus de l'Université de Porto Rico.
Réservés aux équipes de la zone 2 centraméricaine et caraïbe (CCCAN) de l'Union américaine de natation, trois des quatre quotas pour les Jeux panaméricains de 2011 sont attribuées aux équipes féminine et masculine de Porto Rico, ainsi qu'à l'équipe masculine de Trinité-et-Tobago. Les quotas pour la zone 1 étaient en jeu lors des Jeux sud-américains de mars 2010 à Medellín, en Colombie.

## Équipes participantes
Trois équipes féminines et sept équipes masculines participent aux tournois. Entre parenthèses, leurs zones d'appartenance au sein de l'Union américaine de natation (zone 1 pour l'Amérique du Sud, zone 2 pour l'Amérique centrale, Mexique compris, et la Caraïbe).
Chez les dames :
- Mexique (zone 1),
- Porto Rico (zone 1),
- Venezuela (zone 2).

Ches les messieurs :
- Antilles néerlandaises (zone 1),
- Colombie (zone 2),
- Guatemala (zone 1),
- Mexique (zone 1),
- Porto Rico (zone 1),
- Trinité-et-Tobago (zone 1),
- Venezuela (zone 2).

## Tournoi féminin

### Tour préliminaire
Chaque équipe rencontre ses adversaires à deux reprises. Les deux premières au classement s'affrontent en finale.
| Rang | Équipe     | Pts | J | G | N | P | Bp | Bc | Diff |
| ---- | ---------- | --- | - | - | - | - | -- | -- | ---- |
| 1    | Porto Rico | 12  | 4 | 4 | 0 | 0 | 56 | 28 | +28  |
| 2    | Venezuela  | 6   | 4 | 2 | 0 | 2 | 37 | 42 | -5   |
| 3    | Mexique    | 0   | 4 | 0 | 0 | 4 | 29 | 52 | -23  |

| Date       |            | Score |            | Quarts-temps          |
| ---------- | ---------- | ----- | ---------- | --------------------- |
| 26 juillet | Venezuela  | 7-11  | Porto Rico | 2-4 ; 0-3 ; 3-3 ; 2-1 |
| 27 juillet | Porto Rico | 19-3  | Mexique    | 6-1 ; 5-0 ; 6-2 ; 2-0 |
| 28 juillet | Mexique    | 9-13  | Venezuela  | 2-3 ; 0-1 ; 2-6 ; 5-3 |
| 29 juillet | Porto Rico | 15-8  | Venezuela  | 4-3 ; 5-2 ; 3-1 ; 3-2 |
| 29 juillet | Mexique    | 10-11 | Porto Rico | 2-3 ; 3-3 ; 2-2       |
| 30 juillet | Venezuela  | 9-7   | Mexique    | 1-1 ; 4-2 ; 2-2       |

### Finale
| Date       |            | Score |           | Quarts-temps          |
| ---------- | ---------- | ----- | --------- | --------------------- |
| 31 juillet | Porto Rico | 12-6  | Venezuela | 2-1 ; 2-4 ; 1-1 ; 7-0 |

### Classement final
|                    | Équipes    |
| Médaille d'or      | Porto Rico |
| ------------------ | ---------- |
| Médaille d'argent  | Venezuela  |
| Médaille de bronze | Mexique    |

## Tournoi masculin

### Tour préliminaire
Chaque équipe affronte les autres une fois. Les quatre premiers se qualifient pour les demi-finales.
| Rang | Équipe                 | Pts | J | G | N | P | Bp  | Bc  | Diff |
| ---- | ---------------------- | --- | - | - | - | - | --- | --- | ---- |
| 1    | Colombie               | 18  | 6 | 6 | 0 | 0 | 105 | 30  | +75  |
| 2    | Venezuela              | 12  | 6 | 4 | 0 | 2 | 97  | 42  | +55  |
| 3    | Mexique                | 12  | 6 | 4 | 0 | 2 | 94  | 49  | +45  |
| 4    | Porto Rico             | 12  | 6 | 4 | 0 | 2 | 79  | 44  | +35  |
| 5    | Trinité-et-Tobago      | 6   | 6 | 2 | 0 | 4 | 67  | 84  | -17  |
| 6    | Antilles néerlandaises | 3   | 6 | 1 | 0 | 5 | 32  | 111 | -79  |
| 7    | Guatemala              | 0   | 6 | 0 | 0 | 6 | 18  | 132 | -114 |

| Date       |                        | Score |                        | Quarts-temps          |
| ---------- | ---------------------- | ----- | ---------------------- | --------------------- |
| 26 juillet | Venezuela              | 21-8  | Trinité-et-Tobago      | 5-3 ; 2-2 ; 8-2 ; 6-1 |
| 26 juillet | Porto Rico             | 21-1  | Antilles néerlandaises | 9-0 ; 5-0 ; 4-1 ; 3-0 |
| 26 juillet | Mexique                | 8-14  | Colombie               | 1-3 ; 2-2 ; 3-4 ; 2-5 |
| 26 juillet | Trinité-et-Tobago      | 17-10 | Antilles néerlandaises | 5-2 ; 3-1 ; 3-4 ; 6-3 |
| 26 juillet | Venezuela              | 6-12  | Colombie               | 1-3 ; 2-4 ; 1-4 ; 2-1 |
| 26 juillet | Porto Rico             | 19-6  | Guatemala              | 3-0 ; 6-0 ; 6-3 ; 4-3 |
| 27 juillet | Antilles néerlandaises | 2-23  | Colombie               | 0-4 ; 1-4 ; 0-9 ; 1-6 |
| 27 juillet | Trinité-et-Tobago      | 18-0  | Guatemala              | 4-0 ; 5-0 ; 2-0 ; 7-0 |
| 27 juillet | Venezuela              | 14-8  | Mexique                | 5-3 ; 5-1 ; 2-4 ; 2-0 |
| 27 juillet | Colombie               | 27-4  | Guatemala              | 7-1 ; 8-1 ; 4-2 ; 8-0 |
| 27 juillet | Antilles néerlandaises | 3-25  | Mexique                | 0-4 ; 0-5 ; 0-8 ; 3-8 |
| 27 juillet | Trinité-et-Tobago      | 10-16 | Porto Rico             | 2-4 ; 2-4 ; 3-4       |
| 28 juillet | Guatemala              | 1-26  | Mexique                | 1-6 ; 0-6 ; 0-8       |
| 28 juillet | Colombie               | 11-6  | Porto Rico             | 2-2 ; 3-2 ; 3-0       |
| 28 juillet | Antilles néerlandaises | 1-21  | Venezuela              | 0-8 ; 0-5 ; 0-4 ; 1-4 |
| 28 juillet | Guatemala              | 3-27  | Venezuela              | 1-5 ; 0-7 ; 1-8 ; 1-7 |
| 28 juillet | Colombie               | 18-4  | Trinité-et-Tobago      | 3-2 ; 5-1 ; 4-1 ; 6-0 |
| 28 juillet | Mexique                | 8-7   | Porto Rico             | 2-5 ; 3-1 ; 2-0 ; 1-1 |
| 29 juillet | Porto Rico             | 10-8  | Venezuela              | 3-2 ; 4-2 ; 3-3 ; 0-1 |
| 29 juillet | Mexique                | 19-10 | Trinité-et-Tobago      | 1-3 ; 7-3 ; 5-1 ; 6-3 |
| 29 juillet | Guatemala              | 4-15  | Antilles néerlandaises | 1-2 ; 0-4 ; 1-3 ; 2-6 |

### Phase finale
| Date         |              | Score        |              | Quarts-temps          |
| Demi-finales | Demi-finales | Demi-finales | Demi-finales | Demi-finales          |
| ------------ | ------------ | ------------ | ------------ | --------------------- |
| 30 juillet   | Colombie     | 8-7          | Porto Rico   | 3-2 ; 0-4 ; 3-1 ; 2-0 |
| 30 juillet   | Venezuela    | 13-6         | Mexique      | 4-3 ; 3-2 ; 1-1 ; 5-0 |
| Finale       |              |              |              |                       |
| 31 juillet   | Colombie     | 6-4          | Venezuela    | 2-1 ; 0-1 ; 3-1 ; 1-1 |

### Phase de classement
| Date               |                   | Score |                        | Quarts-temps          |
| ------------------ | ----------------- | ----- | ---------------------- | --------------------- |
| 5e-6e/7e           |                   |       |                        |                       |
| 30 juillet         | Guatemala         | 5-9   | Antilles néerlandaises | 1-1 ; 0-3 ; 2-3 ; 2-2 |
| 5e/6e              |                   |       |                        |                       |
| 31 juillet         | Trinité-et-Tobago | 11-9  | Antilles néerlandaises | 4-0 ; 1-2 ; 3-5 ; 3-2 |
| Médaille de bronze |                   |       |                        |                       |
| 31 juillet         | Porto Rico        | 7-9   | Mexique                | 3-2 ; 1-2 ; 2-2 ; 1-3 |

### Classement final
|                    | Équipes                |
| Médaille d'or      | Colombie               |
| ------------------ | ---------------------- |
| Médaille d'argent  | Venezuela              |
| Médaille de bronze | Mexique                |
| 4                  | Porto Rico             |
| 5                  | Trinité-et-Tobago      |
| 6                  | Antilles néerlandaises |
| 7                  | Guatemala              |

## Qualifications aux Jeux panaméricains de 2011
Quatre quotas permettent de qualifier deux équipes par tournoi aux épreuves de water-polo des Jeux panaméricains de 2011, organisés à Guadalajara, au Mexique. Ils sont réservés aux membres de la CCCAN, la zone 2 centraméricaine et caraïbe de l'Union américaine de natation.
Chez les dames, un seul quota est attribuable à l'équipe de Porto Rico puisque le Venezuela est membre de la zone 1 et que l'équipe du Mexique est qualifiée comme représentante du pays hôte.
Chez les messieurs, malgré leurs quatrième et cinquième places, les équipes de Porto Rico et de Trinité-et-Tobago se qualifient puisque les deux finalistes appartiennent à la zone 1 et que le Mexique est déjà qualifié.